# Miguel Ramírez
Miguel Mauricio Ramírez Pérez (Santiago, 11 de junio de 1970) es un exfutbolista y entrenador chileno. Jugaba como defensa. Dirige a Unión Española de la Primera División de Chile. 
Es conocido como «Cheíto» por su parecido a principio de los 90' con el personaje de la teleserie venezolana «Abigaíl», interpretado por el actor Manuel Carrillo. Además de sus pasos por el fútbol como jugador y entrenador se ha desempeñado como comentarista del Canal del Fútbol junto con incursionar en diferentes negocios como la venta de árboles bonsái, gimnasios, arriendo de canchas de fútbol e incluso peluquerías.
Pese a ser un ídolo de Colo-Colo, junto con estar identificado plenamente con los albos, llegaría a ser capitán y figura de la Universidad Católica, obteniendo con los cruzados un campeonato además de ser elegido como el mejor jugador del campeonato chileno durante la temporada 2002.

## Trayectoria

### Como futbolista
Formado en las divisiones inferiores de Colo-Colo llegaría al primer equipo durante 1988 debutando a los dieciocho años en la fecha cuatro frente a Deportes Iquique jugando como volante de contención titular en un empate a un tanto.
Luego de su debut irrumpiría como alternativa recurrente durante 1989 pasando a ser un destacado defensa con la llegada de Mirko Jozić acompañando a Lizardo Garrido y a Javier Margas ganando en este puesto la Copa Libertadores 1991, cabe mencionar que durante la competición internacional desataba la histeria en la fanaticada del sexo femenino, por su juventud y su apariencia física, teniendo que ser sacado de los entrenamientos muchas veces en las cajuelas de los automóviles de sus compañeros de equipo.
Siendo titular fijo con los albos lograría diez títulos entre campeonatos locales, copas nacionales e internacionales dando el salto a Europa para jugar por la Real Sociedad por la segunda rueda 1995/96 donde no llegaría a jugar mucho por lo que a la siguiente temporada pasaría al fútbol mexicano para jugar por el Monterrey.
Tras dos pasos por el extranjero regresaría al fútbol chileno peron esta vez defendiendo a la Universidad Católica que en ese momento era el actual campeón de la liga local. Con los cruzados volvería a jugar copas internacionales e importantes campañas llegando a ser el capitán del equipo tras el retiro de Mario Lepe obteniendo en esta condición el título del Apertura 2002. Finalizado el Clausura 2003 tendría problemas con los dirigentes para renovar su contrato y tras más de seis años en la institución partiría del club.
En 2004 regresaría a Colo-Colo siendo presentado en la noche alba con una ovación pese a su pasado cruzado para ser el capitán de un equipo compuesto por casi exclusivamente jóvenes donde destacaban Claudio Bravo y Gonzalo Fierro. Con los albos solo jugaría dos temporadas, destacando el colocarse en el arco en un triunfo frente a Deportes Temuco y un gol de casi mitad de cancha que le convertiría a Everton, retirándose finalizado el Clausura 2005 al no poder renovar.

### Como entrenador
Estudiando aún en el Instituto Nacional del Fútbol realizó su práctica como director técnico en las divisiones inferiores de la Universidad Católica trabajando con la sub-13, sub-17 y sub-19 además de aprender durante seis meses de Mario Salas, entrenador de aquel momento del primer equipo.
Tendría su primera experiencia profesional en 2011 sumándose al cuerpo técnico de la Selección de fútbol de Chile, liderada por se entonces por Claudio Borghi, asumiendo también el mando de la Selección de fútbol sub-17 de Chile donde no llegaría a disputar competiciones oficiales porque renunciaría cuando el "Bichi" fue despedido del combinado mayor.
Para la temporada 2013 sería el asistente técnico de Jaime Vera en Deportes Iquique donde tendrían buenas campañas destacando la Copa Chile 2013/14 y luego lo volvería a acompañar en Deportes Antofagasta para el Apertura 2014 donde renunciarían por los malos resultados obtenidos.
En el Apertura 2015 asumiría por primera vez la dirección técnica profesional de un equipo, asumiendo a un complicado San Luis de Quillota debutando con una derrota frente a Colo-Colo por un gol a cero. Durante su primer torneo lograría el objetivo de salvar a su equipo del descenso siendo renovado su contrato hasta fines de 2018 logrando destacar en las campañas siguientes por dar un buen juego a los titulares que salían a la cancha cada fecha llegando a tener como objetivo la participación en competencias internacionales lo cual no llegaría cumplir, finalmente a mediados de su último año de contrato renunciaría a la banca de los canarios por malos resultados durante la primera rueda de aquel torneo.
Luego de casi tres años al mando de San Luis asumiría como entrenador del Santiago Wanderers con la misión de reemplazar a Moisés Villarroel y salvar al club de un posible descenso a la Segunda División Profesional ya que en esos momentos los porteños se encontraban en los últimos lugares de la Primera B de Chile 2018 debutando con una derrota frente a Deportes Valdivia por cuatro goles contra uno. Al mando de los porteños lograría una remontada que le permitiría entrar a la liguilla de ascenso de aquel torneo donde quedaría eliminado por Cobresal al pasar una ronda previamente.
Se mantendría para la Primera B 2019 a cargo de Santiago Wanderers con la misión de obtener un pronto ascenso a la división máxima del fútbol chileno. Para lograr dicho objetivo tendría a disposición recursos para armar un plantel adecuado. La campaña estaría marcada por la irregularidad pero lograría la punta del torneo en la recta final de este, convirtiéndose en campeón de manera adelantada por el Estallido social. Ramírez estuvo a cargo del equipo caturro, hasta la temporada 2020.
Después pasó a dirigir a O'Higgins en la temporada 2021 y a la Universidad de Concepción en las temporadas 2022 y 2023. En la temporada 2024,  asumirá la banca de Deportes Iquique, equipo que recientemente logró el ascenso a la Primera División del fútbol chileno.

## Selección nacional
Fue internacional con la Selección de fútbol de Chile debutando el 19 de junio de 1991 frente a Ecuador en un partido amistoso disputado en Guayaquil jugando como titular los noventa minutos en la derrota final por dos goles contra uno.
Después de su debut por "La Roja" se mantendría en ella jugando tres Copa América, destacando la edición de 1991 disputada en Chile donde su selección obtendría el tercer lugar, además de jugaría un partido de las Eliminatorias de Conmebol para la Copa Mundial de Fútbol de 1998 llegando a ser parte de la nómina final que jugaría la Copa Mundial de Fútbol de 1998 donde sería parte de tres partidos.
Al año siguiente de jugar la copa del mundo jugaría una cuarta edición de la Copa América donde su equipo quedaría en el cuarto lugar. Sus siguientes participaciones relevantes a nivel de selección serían en las Eliminatorias de Conmebol para la Copa Mundial de Fútbol de 2002 y las Eliminatorias de Conmebol para la Copa Mundial de Fútbol de 2006, en esta competencia el 18 de noviembre de 2003 jugaría su último partido por "La Roja" jugando noventa minutos en la derrota de un gol a cero frente a Paraguay, en ambas ocasiones quedaría fuera de la cita mundialera ya que Chile no clasificaría. Pese a que su último partido sería en 2003 de igual forma sería parte del plantel que disputó la Copa América 2004, reemplazando al jugador David Henríquez, sin embargo Ramírez no llegaría a jugar.
Su único gol por la Selección de fútbol de Chile lo convertiría el 17 de junio de 1996 en un amistoso frente a Nueva Zelanda completando así sesenta y dos partidos y un tanto por el combinado nacional.

### Participaciones en Copas del Mundo
| Mundial              | Sede    | Resultado        | Partidos | Goles |
| -------------------- | ------- | ---------------- | -------- | ----- |
| Copa Mundial de 1998 | Francia | Octavos de final | 3        | 0     |

### Participaciones en Copa América
| Copa              | Sede     | Resultado    | Partidos | Goles |
| ----------------- | -------- | ------------ | -------- | ----- |
| Copa América 1991 | Chile    | Tercer lugar | 6        | 0     |
| Copa América 1993 | Ecuador  | Primera fase | 3        | 0     |
| Copa América 1995 | Uruguay  | Primera fase | 3        | 0     |
| Copa América 1999 | Paraguay | Cuarto lugar | 6        | 0     |
| Copa América 2004 | Perú     | Primera fase | 0        | 0     |

## Estadísticas

### Como futbolista
| Colo-Colo · Chile | 1.ª           | 1988          | 6   | 0  | -- | -- | --  | -- | 6   | 0  |
| Colo-Colo · Chile | 1.ª           | 1989          | 19  | 1  | 14 | 0  | --  | -- | 33  | 1  |
| Colo-Colo · Chile | 1.ª           | 1990          | 26  | 2  | 9  | 0  | 6   | 0  | 41  | 2  |
| Colo-Colo · Chile | 1.ª           | 1991          | 27  | 2  | 10 | 1  | 17  | 0  | 54  | 3  |
| Colo-Colo · Chile | 1.ª           | 1992          | 24  | 0  | 14 | 0  | 14  | 0  | 52  | 0  |
| Colo-Colo · Chile | 1.ª           | 1993          | 26  | 1  | 14 | 1  | 3   | 0  | 43  | 2  |
| Colo-Colo · Chile | 1.ª           | 1994          | 26  | 3  | 11 | 1  | 11  | 0  | 48  | 4  |
| Colo-Colo · Chile | 1.ª           | 1995          | 21  | 2  | 10 | 0  | 2   | 0  | 33  | 2  |
| Real Sociedad · España | 1.ª           | 1995-96       | 10  | 0  | -- | -- | --  | -- | 10  | 0  |
| Real Sociedad · España | Total club    | Total club    | 10  | 0  | -- | -- | --  | -- | 10  | 0  |
| Monterrey · México | 1.ª           | 1996          | 19  | 0  | -- | -- | --  | -- | 19  | 0  |
| Monterrey · México | 1.ª           | 1997          | 17  | 0  | -- | -- | --  | -- | 17  | 0  |
| Monterrey · México | Total club    | Total club    | 36  | 0  | -- | -- | --  | -- | 36  | 0  |
| Universidad Católica · Chile | 1.ª           | 1997          | 11  | 1  | -- | -- | --  | -- | 11  | 1  |
| Universidad Católica · Chile | 1.ª           | 1998          | 31  | 3  | 5  | 1  | 11  | 0  | 47  | 4  |
| Universidad Católica · Chile | 1.ª           | 1999          | 23  | 1  | -- | -- | 8   | 0  | 31  | 1  |
| Universidad Católica · Chile | 1.ª           | 2000          | 27  | 2  | 6  | 1  | 3   | 0  | 36  | 3  |
| Universidad Católica · Chile | 1.ª           | 2001          | 26  | 6  | -- | -- | 6   | 0  | 32  | 6  |
| Universidad Católica · Chile | 1.ª           | 2002          | 39  | 9  | -- | -- | 8   | 2  | 47  | 11 |
| Universidad Católica · Chile | 1.ª           | 2003          | 33  | 3  | -- | -- | 8   | 0  | 41  | 3  |
| Universidad Católica · Chile | Total club    | Total club    | 190 | 25 | 11 | 2  | 44  | 2  | 245 | 29 |
| Colo-Colo · Chile | 1.ª           | 2004          | 36  | 2  | 2  | 0  | 5   | 0  | 43  | 2  |
| Colo-Colo · Chile | 1.ª           | 2005          | 32  | 0  | -- | -- | 2   | 0  | 34  | 0  |
| Colo-Colo · Chile | Total club    | Total club    | 243 | 13 | 84 | 3  | 60  | 0  | 387 | 16 |
| Total carrera | Total carrera | Total carrera | 479 | 38 | 95 | 5  | 104 | 2  | 678 | 45 |
| (1) Incluye datos de Copa Chile, Copa de Iniverno, Liguilla Pre-Libertadores de Chile, Pre-Conmebol de Chile y Liguilla Pre-Sudamericana de Chile. (2) Incluye datos de Copa Libertadores, Supercopa Sudamericana, Recopa Sudamericana, Copa Interamericana, Copa Conmebol, Copa Mercosur y Copa Sudamericana. |               |               |     |    |    |    |     |    |     |    |

#### Resumen estadístico
| Competición                | Partidos | Goles |
| -------------------------- | -------- | ----- |
| Primera División de Chile  | 433      | 38    |
| Primera División de España | 10       | 0     |
| Primera División de México | 36       | 0     |
| Pre-Libertadores de Chile  | 10       | 0     |
| Pre-Conmebol de Chile      | 1        | 0     |
| Pre-Sudamericana de Chile  | 2        | 0     |
| Copa Chile                 | 79       | 5     |
| Copa de Invierno           | 3        | 0     |
| Copa Libertadores          | 70       | 2     |
| Copa Intercontinental      | 1        | 0     |
| Supercopa Sudamericana     | 12       | 0     |
| Recopa Sudamericana        | 1        | 0     |
| Copa Interamericana        | 2        | 0     |
| Copa Conmebol              | 3        | 0     |
| Copa Mercosur              | 12       | 0     |
| Copa Sudamericana          | 3        | 0     |
| Selección de Chile         | 62       | 1     |
| Total                      | 740      | 46    |

### Como entrenador
| Equipo                            | Div.                | Temporada           | Liga | Liga | Liga | Liga | Liga |    | Copa | Copa | Copa | Copa |   | Internacional | Internacional | Internacional | Internacional | Internacional |   | Otros | Otros | Otros | Otros |     | Totales     | Totales | Totales | Totales | Totales | Totales | Totales | Totales | Totales |
| Equipo                            | Div.                | Temporada           | PD   | G    | E    | P    | Pos. | PD | G    | E    | P    | PD   | G | E             | P             | Pos.          | PD            | G             | E | P     | PD    | G     | E     | P   | Rendimiento | GF      | GC      | Dif.    | Ptos.   |         |         |         |         |
| --------------------------------- | ------------------- | ------------------- | ---- | ---- | ---- | ---- | ---- | -- | ---- | ---- | ---- | ---- | - | ------------- | ------------- | ------------- | ------------- | ------------- | - | ----- | ----- | ----- | ----- | --- | ----------- | ------- | ------- | ------- | ------- | ------- | ------- | ------- | ------- |
| San Luis · Chile                  | 1.ª                 | 2015-A              | 9    | 4    | 0    | 5    | 15.º | -  | -    | -    | -    | -    | - | -             | -             | -             | -             | -             | - | -     | 9     | 4     | 0     | 5   | 44.44%      | 14      | 11      | +3      | 12      |         |         |         |         |
| San Luis · Chile                  | 1.ª                 | 2016-C              | 15   | 3    | 7    | 5    | 11.º | -  | -    | -    | -    | -    | - | -             | -             | -             | -             | -             | - | -     | 15    | 3     | 7     | 5   | 35.56%      | 22      | 25      | -3      | 16      |         |         |         |         |
| San Luis · Chile                  | 1.ª                 | 2016-A              | 15   | 6    | 3    | 6    | 8.º  | 6  | 4    | 1    | 1    | -    | - | -             | -             | -             | -             | -             | - | -     | 21    | 10    | 4     | 7   | 53.97%      | 32      | 30      | +2      | 34      |         |         |         |         |
| San Luis · Chile                  | 1.ª                 | 2017-C              | 15   | 5    | 3    | 7    | 12.º | -  | -    | -    | -    | -    | - | -             | -             | -             | -             | -             | - | -     | 15    | 5     | 3     | 7   | 40%         | 19      | 25      | -6      | 18      |         |         |         |         |
| San Luis · Chile                  | 1.ª                 | 2017-T              | 15   | 5    | 3    | 7    | 9.º  | 6  | 3    | 1    | 2    | -    | - | -             | -             | -             | -             | -             | - | -     | 21    | 8     | 4     | 9   | 44.45%      | 27      | 26      | +1      | 28      |         |         |         |         |
| San Luis · Chile                  | 1.ª                 | 2018                | 15   | 2    | 5    | 8    | Inc. | -  | -    | -    | -    | -    | - | -             | -             | -             | -             | -             | - | -     | 15    | 2     | 5     | 8   | 24.44%      | 9       | 25      | -16     | 11      |         |         |         |         |
| San Luis · Chile                  | Total               | Total               | 84   | 25   | 21   | 38   | -    | 12 | 7    | 2    | 3    | -    | - | -             | -             | -             | -             | -             | - | -     | 96    | 32    | 23    | 41  | 41.32%      | 123     | 142     | -19     | 119     |         |         |         |         |
| Santiago Wanderers · Chile        | 2.ª                 | 2018                | 13   | 9    | 2    | 2    | 5.º  | -  | -    | -    | -    | -    | - | -             | -             | -             | 4             | 3             | 0 | 1     | 17    | 12    | 2     | 3   | 74.51%      | 32      | 21      | +11     | 38      |         |         |         |         |
| Santiago Wanderers · Chile        | 2.ª                 | 2019                | 27   | 13   | 7    | 7    | 1.º  | 3  | 1    | 0    | 2    | -    | - | -             | -             | -             | -             | -             | - | -     | 30    | 14    | 7     | 9   | 54.45%      | 46      | 32      | +14     | 49      |         |         |         |         |
| Santiago Wanderers · Chile        | 1.ª                 | 2020                | 34   | 12   | 8    | 14   | 11.º | -  | -    | -    | -    | -    | - | -             | -             | -             | -             | -             | - | -     | 34    | 12    | 8     | 14  | 43.13%      | 42      | 53      | -11     | 44      |         |         |         |         |
| Santiago Wanderers · Chile        | Total               | Total               | 74   | 34   | 17   | 23   | -    | 3  | 1    | 0    | 2    | -    | - | -             | -             | -             | 4             | 3             | 0 | 1     | 81    | 38    | 17    | 26  | 53.91%      | 120     | 106     | +14     | 131     |         |         |         |         |
| O'Higgins · Chile                 | 1.ª                 | 2021                | 17   | 5    | 4    | 8    | 13.º | -  | -    | -    | -    | -    | - | -             | -             | -             | -             | -             | - | -     | 17    | 5     | 4     | 8   | 37.25%      | 19      | 23      | -4      | 19      |         |         |         |         |
| O'Higgins · Chile                 | Total               | Total               | 17   | 5    | 4    | 8    | -    | -  | -    | -    | -    | -    | - | -             | -             | -             | -             | -             | - | -     | 17    | 5     | 4     | 8   | 37.25%      | 19      | 23      | -4      | 19      |         |         |         |         |
| Universidad de Concepción · Chile | 2.ª                 | 2022                | 19   | 11   | 4    | 4    | 6.º  | 4  | 2    | 0    | 2    | -    | - | -             | -             | -             | 2             | 0             | 1 | 1     | 25    | 13    | 5     | 7   | 58.67%      | 40      | 33      | +7      | 44      |         |         |         |         |
| Universidad de Concepción · Chile | 2.ª                 | 2023                | 30   | 9    | 7    | 14   | 13.º | 7  | 5    | 0    | 2    | -    | - | -             | -             | -             | -             | -             | - | -     | 37    | 14    | 7     | 16  | 44.15%      | 48      | 55      | -7      | 49      |         |         |         |         |
| Universidad de Concepción · Chile | Total               | Total               | 49   | 20   | 11   | 18   | -    | 11 | 7    | 0    | 4    | -    | - | -             | -             | -             | 2             | 0             | 1 | 1     | 62    | 27    | 12    | 23  | 50%         | 88      | 88      | +0      | 93      |         |         |         |         |
| Deportes Iquique · Chile          | 1.ª                 | 2024                | 30   | 14   | 6    | 10   | 3.º  | 7  | 4    | 0    | 3    | -    | - | -             | -             | -             | -             | -             | - | -     | 37    | 18    | 6     | 13  | 54.06%      | 65      | 55      | +10     | 60      |         |         |         |         |
| Deportes Iquique · Chile          | 1.ª                 | 2025                | 6    | 0    | 1    | 5    | Inc. | 4  | 1    | 1    | 2    | 5    | 1 | 1             | 3             | Inc.          | -             | -             | - | -     | 15    | 2     | 3     | 10  | 20%         | 14      | 29      | -15     | 9       |         |         |         |         |
| Deportes Iquique · Chile          | Total               | Total               | 36   | 14   | 7    | 15   | -    | 11 | 5    | 1    | 5    | 5    | 1 | 1             | 3             | -             | -             | -             | - | -     | 52    | 20    | 9     | 23  | 44.23%      | 79      | 84      | -5      | 69      |         |         |         |         |
| Unión Española · Chile            | 1.ª                 | 2025                | 8    | 2    | 1    | 5    | -    | 1  | 0    | 0    | 1    | -    | - | -             | -             | -             | -             | -             | - | -     | 9     | 2     | 1     | 6   | 25.92%      | 7       | 14      | -7      | 7       |         |         |         |         |
| Unión Española · Chile            | Total               | Total               | 8    | 2    | 1    | 5    | -    | 1  | 0    | 0    | 1    | -    | - | -             | -             | -             | -             | -             | - | -     | 9     | 2     | 1     | 6   | 25.92%      | 7       | 14      | -7      | 7       |         |         |         |         |
| Total en su carrera               | Total en su carrera | Total en su carrera | 268  | 100  | 61   | 107  | -    | 38 | 20   | 3    | 15   | 5    | 1 | 1             | 3             | -             | 6             | 3             | 1 | 2     | 317   | 124   | 66    | 127 | 46.06%      | 436     | 457     | -21     | 435     |         |         |         |         |
| 1. 2. 3.                          |                     |                     |      |      |      |      |      |    |      |      |      |      |   |               |               |               |               |               |   |       |       |       |       |     |             |         |         |         |         |         |         |         |         |

#### Resumen estadístico
| Competición               | Partidos | Ganados | Empatados | Perdidos | %      | Resultado      |
| ------------------------- | -------- | ------- | --------- | -------- | ------ | -------------- |
| Primera B de Chile        | 95       | 45      | 21        | 29       | 54.74% | Campeón        |
| Primera División de Chile | 179      | 58      | 41        | 80       | 40.04% | 3.er lugar     |
| Copa Chile                | 38       | 20      | 3         | 15       | 55.26% | Semifinales    |
| Copa Libertadores         | 4        | 1       | 1         | 2        | 33.33% | Tercera ronda  |
| Copa Sudamericana         | 1        | 0       | 0         | 1        | 0%     | Fase de grupos |
| TOTAL                     | 317      | 124     | 66        | 127      | 46.06% | 1 Título       |

## Palmarés

### Como futbolista

#### Títulos nacionales
| Título           | Club                 | País  | Año    |
| ---------------- | -------------------- | ----- | ------ |
| Copa Chile       | Colo-Colo            | Chile | 1989   |
| Primera División | Colo-Colo            | Chile | 1989   |
| Copa Chile       | Colo-Colo            | Chile | 1990   |
| Primera División | Colo-Colo            | Chile | 1990   |
| Primera División | Colo-Colo            | Chile | 1991   |
| Primera División | Colo-Colo            | Chile | 1993   |
| Copa Chile       | Colo-Colo            | Chile | 1994   |
| Primera División | Universidad Católica | Chile | 1997-A |
| Primera División | Universidad Católica | Chile | 2002-A |

#### Títulos internacionales
| Título              | Club      | País  | Año  |
| ------------------- | --------- | ----- | ---- |
| Copa Libertadores   | Colo-Colo | Chile | 1991 |
| Recopa Sudamericana | Colo-Colo | Chile | 1992 |
| Copa Interamericana | Colo-Colo | Chile | 1992 |

#### Distinciones individuales
| Distinción                  | Año  |
| --------------------------- | ---- |
| Futbolista del Año en Chile | 2002 |

### Como entrenador

#### Títulos nacionales
| Título    | Club               | País  | Año  |
| --------- | ------------------ | ----- | ---- |
| Primera B | Santiago Wanderers | Chile | 2019 |

### Capitán de Colo-Colo
| Predecesor: Patricio Yáñez | Capitán de Colo-Colo 1995      | Sucesor: Javier Margas   |
| Predecesor: Marcelo Espina | Capitán de Colo-Colo 2004-2005 | Sucesor: David Henríquez |

### Capitán de Universidad Católica
| Predecesor: Mario Lepe | Capitán de Universidad Católica 2001-2004 | Sucesor: Nelson Parraguez |